# Lars-Jørgen Salvesen
Lars-Jørgen Salvesen, né le 19 février 1996 à Kristiansand en Norvège, est un footballeur norvégien qui évolue au poste d'avant-centre à Derby County.

## Biographie

### Débuts professionnels
Né à Kristiansand en Norvège, Lars-Jørgen Salvesen est formé au FK Vigør, où il évolue en quatrième division norvégienne, avant de rejoindre l'IK Start. C'est avec ce club qu'il découvre la première division. C'est dans cette compétition qu'il joue son premier match sous ses nouvelles couleurs, le 31 août 2014, contre le Sogndal Fotball. Il entre en jeu en cours de partie ce jour-là, à la place d'Espen Hoff, et son équipe s'impose par trois buts à deux. Le 2 novembre 2014, il inscrit son premier but en professionnel lors d'une rencontre de championnat face au Sandnes Ulf. Entré en jeu, son but en fin de partie dans le temps additionnel permet à son équipe d'arracher le match nul (3-3 score final).
Le 15 août 2018, il s'engage avec l'Ullensaker/Kisa IL, club évoluant alors en deuxième division norvégienne. Pour son premier match, le 19 août 2018, il réalise un doublé en championnat face au Levanger FK, permettant à son équipe de s'imposer par trois buts à deux.
Le 17 janvier 2019, Salvesen rejoint le Sarpsborg 08 FF.

### Strømsgodset IF
Le 16 août 2019, Lars-Jørgen Salvesen rejoint le Strømsgodset IF, avec lequel il s'engage jusqu'en décembre 2021. Dans le même temps Mustafa Abdellaoue fait le chemin inverse et rejoint donc le Sarpsborg 08 FF. Deux jours plus tard, il fait sa première apparition sous ses nouvelles couleurs, lors d'une rencontre de championnat face au Viking FK. Il entre en jeu à la place d'Ipalibo Jack et son équipe s'incline par quatre buts à zéro. Titularisé pour la première fois dès la journée suivante, le 25 août face à son ancienne équipe du Sarpsborg 08 FF, il inscrit également son premier but pour le Strømsgodset IF. Un but important puisqu'il permet à son équipe de s'imposer (2-1).
Le 24 septembre 2020, Salvesen prolonge son contrat jusqu'en 2023 avec le Strømsgodset IF. Le 19 décembre 2020, il réalise le premier triplé de sa carrière, lors d'une rencontre de championnat face à l'Odds BK. Ces trois buts permettent à son équipe de l'emporter (1-3 score final). Il s'agit d'une victoire importante pour le club qui luttait pour son maintien, et qui avec ce succès est assuré de jouer dans l'élite du football norvégien la saison suivante.

### FK Bodø/Glimt
Le 27 juillet 2022 est annoncé l'arrivée de Lars-Jørgen Salvesen FK Bodø/Glimt.

### Viking FK
Le 7 mars 2023, Lars-Jørgen Salvesen rejoint le Viking FK. Il signe un contrat de quatre sans, soit jusqu'en décembre 2026.
Salvesen se montre décisif pour son nouveau club dès sa première apparition, le 12 mars 2023, lors d'une rencontre de coupe de Norvège face au Rosenborg BK. Ce jour-là il entre en jeu et participe à la victoire de son équipe par deux buts à zéro.

### Derby County
Le 15 janvier 2025, lors du mercato hivernal, Lars-Jørgen Salvesen rejoint l'Angleterre en signant en faveur de Derby County pour un contrat de deux ans et demi, soit jusqu'en juin 2027,.